# Lambinus
Lambinus is een Belgisch bier van hoge gisting.
Het bier wordt gebrouwen in De Proefbrouwerij te Hijfte in opdracht van bierfirma Lesage uit Stekene en later vergenomen door een firma uit Sint-Niklaas. Het is een goudblond bier met een alcoholpercentage van 7,5%. Dit bier werd ontwikkeld en op de markt gebracht door hobbybrouwer Tommy Lambin in 2006 en is vanaf 2010 in handen van Lesage.